# بين جونسون (لاعب كرة قدم أمريكية)
بين جونسون (بالإنجليزية: Ben Johnson)‏ هو لاعب كرة قدم أمريكية أمريكي، ولد في 7 أبريل 1980 في بروكسل في الولايات المتحدة.